# Гуськова, Татьяна Анатольевна
Татьяна Анатольевна Гуськова (12 января 1941 — 14 сентября 2022) — советский и российский учёный, специалист в области токсикологии лекарственных средств, член-корреспондент РАМН (12.02.1999), член-корреспондент РАН (27.VI.2014, Отделение физиологических наук; медико-биологические науки).
Ведущий научный сотрудник отдела фармакологических исследований и отдела доклинических исследований, Центр трансфера фармацевтических технологий имени М.В. Дорогова ЯГПУ им. К.Д. Ушинского.

## Награды
- Заслуженный деятель науки Российской Федерации (2002)[2]

## Сочинения
- Безопасность лекарств: от доклиники к клинике [Текст] : монография / [Т. А. Гуськова, А. Л. Хохлов, Б. К. Романов и др.]; под редакцией А. Л. Хохлова ; Министерство здравоохранения Российской Федерации, ФГБУ «Научный центр экспертизы средств медицинского применения», ФГБОУ ВО «Ярославский государственный медицинский университет» [и др.]. — Москва ; Ярославль : ФГБОУ ВО «ЯГМУ», 2018. — 276 с. : ил, табл.; 22 см; ISBN 978-5-9527-0351-3 : 1000 экз.

Скончалась Т. А. Гуськова 14 сентября 2022 года. Похоронена в Москве на Даниловском кладбище (участок 14э).